# Habarcq
Habarcq é uma comuna francesa na região administrativa de Altos da França, no departamento de Pas-de-Calais. Estende-se por uma área de 7,03 km². Em 2010 a comuna tinha 681 habitantes (densidade: 96,9 hab./km²).